# Eristena thalassalis
Eristena thalassalis is een vlinder uit de familie van de grasmotten (Crambidae), uit de onderfamilie van de Acentropinae. De wetenschappelijke naam van deze soort is voor het eerst gepubliceerd in 1989 door Dennis Hugh Murphy.
De soort komt voor in Singapore.